# Mbarek Bekkay
Mbarek Bekkay in arabo  مبارك البكاي  (Berkane, 18 aprile 1907 – Rabat, 12 aprile 1961) è stato un politico marocchino, Primo ministro del Marocco dal dicembre 1955 al maggio 1958.